# 閻連科
閻 連科（えん れんか、1958年8月24日-　）は中華人民共和国の小説家。中国人民大学教授。香港科技大学客員教授。

## 来歴
1958年、中国河南省嵩県田湖鎮に生まれる。生年月日については、家が貧しく誕生日を祝う習慣もなく、また所属していた生産大隊にも記録がなく、詳細は不明。幼い頃から食べることに苦労し、麦刈りをしたり、牛を追ったり、出稼ぎに行ったり様々な農作業を手伝ったりした。
1978年10月に中国人民解放軍に入隊し、食べることには苦労しない生活が始まり、運命も変わり始めた。軍隊では班長や小隊長、指導員、幹事を歴任し、中国人民解放軍第二砲兵隊創作室の職業作家となった。2005年に『受活』（邦題：『愉楽』）を書いたことで軍隊を追い出され、北京市作家協会の職業作家に移った。
2008年に中国人民大学の教授に就任し今に至り、大学では創作について講義している。2016年には香港科学技術大学の客員教授となり、ここでも創作について講義している。2017年、香港科学技術大学から文学栄誉博士号を授与される。

## 作品

### 全般
1979年から、小説では長篇が15編、中篇が50編余り、短篇が40編余り、散文では長篇が3編、散文集が5冊あり、映画やテレビの連続ドラマの脚本が10本余りあって、字数の総計は1000万字を超える。
しかし中国では、最も論争の的になる禁書の多い作家ということが原因で、『為人民服務』（邦題『人民に奉仕する』）、『丁庄夢』（邦題『丁庄の夢』）、『四書』（邦題『四書』）、『日熄』（邦題『太陽が死んだ日』）などの小説や一部随筆や講演原稿は、いまだに大陸では出版されていない。
作品は、英語、フランス語、ドイツ語、スペイン語、イタリア語、スウェーデン語、デンマーク語、ノルウェー語、チェコ語、ギリシャ語、日本語、韓国語、ベトナム語、モンゴル語など三十種類に及ぶ言語に翻訳され、世界各地で広く読まれている。

## 邦訳
- 『人民に奉仕する』（原題『為人民服務』）谷川毅訳、2006年、文藝春秋
- 『丁庄の夢 中国エイズ村奇談』（原題『丁莊夢』）谷川毅訳、2007年、河出書房新社
- 『愉楽』（原題『受活』）谷川毅訳、2014年、河出書房新社
- 『炸裂志』（原題：『炸裂志』）泉京鹿訳、河出書房新社、2016年
- 『父を想う ある中国作家の自省と回想』（原題『我与父輩』）飯塚容訳、河出書房新社、2016年
- 『年月日』（原題：『年月日』）谷川毅訳、白水社、2016年
- 『硬きこと水のごとし』（原題：『堅硬如水』）谷川毅訳、河出書房新社、2017年
- 「忘れられた片腕」飯塚容訳、『三田文學』2018年春季号
- 『作家たちの愚かしくも愛すべき中国　なぜ、彼らは世界に発信するのか？　高行健・余華・閻連科』飯塚容訳、中央公論新社、2018年
- 『黒い豚の毛、白い豚の毛 自選短篇集』谷川毅訳、河出書房新社、2019年
- 「村長が死んだ」（原題：「村長死了」）谷川毅訳、『文藝』2020年春期号、2020年
- 『丁庄の夢』新装版（原題『丁莊夢』）谷川毅訳、2020年、河出書房新社
- 『心経』（原題『心経』）飯塚容訳、河出書房新社、2021年
- 『太陽が死んだ日』（原題『日熄』）泉京鹿・谷川毅訳、2022年、河出書房新社
- 『年月日』白水Uブックス（原題：『年月日』）谷川毅訳、白水社、2022年
- 『四書』（原題『四書』）桑島道夫訳、岩波書店 2023年
- 『中国のはなし 田舎町で聞いたこと』（原題『中國故事』）飯塚容訳、河出書房新社 2023年
- 『聊斎本紀』（原題『聊齋本紀』）谷川毅訳、河出書房新社 2025年

## 作品リスト

### (1) 長篇小說
- 『情感獄』解放軍文藝出版社 1991年
- 『最後一名女知青』百花文藝出版社 1993年
- 『生死晶黃』明天出版社 1995年
- 『金蓮，你好』中國文藝出版社 1997年
- 『日光流年』花城出版社 1998年 ／ 聯經出版事業公司（台北） 2010年
- 『堅硬如水』長江文藝出版社 2001年 ／ 麥田出版（台北） 2009年
- 『夏日落』聯經出版事業公司（台北） 2010年
- 『受活』春風文藝出版社 2004年 ／ 麥田出版（台北） 2007年
- 『丁莊夢』文化藝術出版社（香港） 2006年 ／ 麥田出版﹙台北﹚ 2006年
- 『為人民服務』麥田出版（台北） 2005年
- 『風雅頌』麥田出版（台北） 2008年 ／ 鳳凰出版集團 2008年
- 『四書』麥田出版（台北） 2011年 ／ 明報出版社（香港） 2011年
- 『炸裂志』上海文藝出版社 2013年 ／ 麥田出版（台北） 2013年
- 『日熄』麥田出版（台北） 2015年
- 『速求共眠』理想国丨百花洲文艺出版社 2019年
- 『心経』香港城市大学出版（香港） 2020年
- 『中國故事』麥田出版社（台湾） 2021年
- 『聊齋本紀』聯經出版事業股份有限公司（台湾） 2023年

### (2) 作品集
- 『鄉里故事』百花文藝出版社 1992年
- 『和平寓言』長江文藝出版社 1994年
- 『朝着天堂走』中國青年出版社 1995年
- 『閻連科文集﹙5卷﹚』吉林人民出版社 1996年
- 『閻連科小說自選集』河南文藝出版社 1997年
- 『歡樂家園』北京出版社 1998年
- 『黄金洞』文學出版社 1998年
- 『陰晴圓缺：重說千古淫婦潘金蓮』中國文學出版社 1999年
- 『朝著東南走』作家出版社 2000年
- 『耙耧天歌』北岳文藝出版社 2001年
- 『三棒槌』新世界出版社 2002年
- 『鄉村歲月』新疆人民出版社 2002年
- 『年月日』新疆人民出版社 2002年 ／ 明報月刊出版社﹙香港﹚ 2009年
- 『當代作家文庫閻連科卷』人民文學出版社 2003年
- 『天宮圖』江蘇文藝出版社 2005年
- 『革命浪漫主義：閻連科短篇小說代表作』春風文藝出版公司 2006年
- 『母親是條河』大眾文藝出版社 2006年
- 『瑤溝人的夢』春風文藝出版公司 2007年
- 『閻連科文集﹙12卷﹚』人民日報出版社、云南人民出版社、天津人民出版社 2007年
- 『阎连科作品精选集（17卷）』萬卷出版公司 2009年
- 『四號禁區』萬卷出版公司 2009年
- 『天工图』萬卷出版公司 2009年
- 『朝着东南走』万卷出版公司 2009年
- 『閻連科小說精選集』新地文化﹙台北﹚ 2010年
- 『桃園春醒』黃山書社 2010年
- 『藝妓芙蓉：閻連科中篇小說編年1988-1990﹙第1輯﹚』浙江文藝出版社 2011年
- 『中士還鄉：閻連科中篇小說編年1991-1993﹙第2輯﹚』浙江文藝出版社 2011年
- 『耙耬山脉：閻連科中篇小說編年1993-1996﹙第3輯﹚』浙江文藝出版社 2011年
- 『桃園春醒：閻連科中篇小說編年1996-2009﹙第4輯﹚』浙江文藝出版社 2011年
- 『閻連科短篇小說精選』雲南人民出版社 2013年
- 『中士还乡』上海文艺出版社 2015年
- 『閻連科长篇小说典藏』河南文艺出版社 2016年
- 『閻連科自选集』天地出版社 2017年
- 『閻連科海外作品選集 四書』香港城市大學出版社 2020年
- 『閻連科海外作品選集 日熄』香港城市大學出版社 2020年
- 『閻連科海外作品選集 夏日落』香港城市大學出版社 2020年
- 『閻連科海外作品選集 為人民服務』香港城市大學出版社 2020年
- 『閻連科海外作品選集 丁莊夢』香港城市大學出版社 2020年
- 『閻連科海外作品選集 心經』香港城市大學出版社 2020年
- 『閻連科海外作品選集 沉默與喘息—我所經歷的中國與文學 』香港城市大學出版社 2020年
- 『閻連科海外作品選集 推開中國的另外一扇窗—海外隨筆集 』香港城市大學出版社 2020年
- 『閻連科海外作品選集 野嗓子—海外演講錄』香港城市大學出版社 2020年

### (3)散文・随筆・文集
- 『褐色桎梏』百花文藝出版社 1999年
- 『返身回家』解放軍出版社 2002年
- 『巫婆的紅筷子：作家與文學博士對話錄』﹙與梁鴻合著﹚春風文藝出版社 2002年
- 『没有邊界的跨越：閻連科散文』長江文藝出版社 2005年
- 『土黄與草青：閻連科親情散文』花城出版社 2008年
- 『機巧與魂靈：閻連科讀書筆記』花城出版社 2008年
- 『拆解與疊拼：閻連科文學演講』花城出版社 2008年
- 『閻連科散文』浙江文藝出版社 2009年
- 『我與父輩』印刻文學（台北） 2009年 ／ 雲南人民出版 2009年
- 『我的現實，我的主義：閻連科文學對話錄﹙與張學昕合著﹚』中國人民大學出版社 2011年
- 『走着瞧』東方出版中心 2011年
- 『發現小說』南開大學出版社 2011年 ／ 印刻文學﹙台北﹚ 2011年
- 『711號園』江蘇人民出版社 2012年 ／ 聯經出版社﹙台北﹚ 2012年
- 『一派胡言：閻連科海外演講集』中信出版社 2012年
- 『閻連科散文』雲南人民出版社 2013年
- 『寫作最難是糊塗』中國人民大學出版社 2013年
- 『他的話一路散落』中國人民大學出版社 2013年
- 『一個人的三條河　感念』二魚文化﹙台北﹚／中国人民大学出版社 2012年
- 『走在別人的路上：閻連科語思錄』上海人民出版社 2014年
- 『黑白閻連科——散文四書﹙四卷﹚』人民文學出版社 2014年
- 『沉默與喘息：我所經歷的中國文學』印刻﹙台北﹚ 2014年
- 『从田湖出发去找李白』 明天出版社 2014年
- 『兩代人的十二月﹙與蔣方舟合著﹚』印刻﹙台北﹚ 2015年
- 『独自走過的日子都有余温』湖南文藝出版社 2018年
- 『田湖的孩子』上海文化出版社 2018年
- 『她們』河南文藝出版社 2020年
- 『人生不過四季』江蘇鳳凰文藝出版社 2021年
- 『生命于我，就是笑着等待』江蘇鳳凰文藝出版社 2021年
- 『作家們的作家』譯林出版社 2021年
- 『聊齋的帷幔』聯經出版事業股份有限公司（台湾） 2023年
- 『小説的信仰』聯經出版事業股份有限公司（台湾） 2024年

## 文学賞

### 海外
- 2008年 - 『年月日』がフランス国家教育センターが高校生推薦図書に指定 ／ "Brigitte Guilbaud" の翻訳で国家翻訳賞を受賞。
- 2012年 - 『丁庄夢』が2011年イギリスマン・アジア文学賞最終選考に残る ／ イギリス『インディペンデント』の“年度翻訳決戦賞”にノミネート；イギリス『フィナンシャルタイムズ』の世界文学“年度良書”と評される ／ 『四書』：香港紅楼夢賞審査員賞・フランス世界文学賞フェミナ賞最終選考に残る ／ 閻連科『受活』の英訳本《Lenin's Kisses》が2012年『ニューヨーカー』などアメリカメディアの十大良書に選ばれる。
- 2013年 - イギリスブッカー国際賞の最終選考に残る ／ マレーシア花踪世界華文文学大賞。
- 2014年 - チェコ共和国フランツ･カフカ賞 ／ 『炸裂志』：香港紅楼夢賞審査員賞
- 2015年 -『受活』が日本でTwitter文学賞で一位を獲得 ／ 『堅硬如水』：ベトナム国家翻訳賞を受賞（翻訳：阮氏明商）。
- 2016年 -『四書』：イギリスブッカー国際賞の最終選考に残る ／ 『フィナンシャルタイムズ』のThe FT/OppenheimerFunds Emerging Voices Awardsの最終選考に残る ／ 『日熄』：香港紅楼夢賞最優秀賞。
- 2017年 -『炸裂志』：イギリスブッカー国際賞のロングリストに選ばれる。
- 2020年 ｰ 『年月日』：国際反飢餓図書賞（Action contre la Faim の設立した文学賞）
- 2021年 - 第7回ニューマン華語文学賞受賞。
- 2022年 ｰ 韓国国際平和文学賞

### 中国・台湾・香港
- 1990年 -『瑶溝人的夢』が第四回『小説月報』全国百花中篇賞、第四回『十月』文学賞、1990-1991年度『中篇小説選刊』文学賞を受賞。
- 1992年 -『夏日落』：全国『中篇小説選刊』賞。
- 1994年 -『粑耧山脈』：上海中篇小説大賞。
- 1996年 -『黄金洞』：全国第一回中篇鲁迅文学賞。
- 1997年 -『年月日』：全国第二回中篇鲁迅文学賞。
- 1999年 -『粑耧天歌』：第五回上海中篇小説大賞 ／ 『朝着東南走』：『人民文学』優秀中篇賞。
- 2001年 -『堅硬如水』：“九頭鳥”長篇優秀小説賞。
- 2004年 -『受活』第二回“21世纪鼎鈞双年文学賞；第三回老舍文学賞。
- 2005年 -『丁庄夢』が台湾の“読書人賞”を受賞、；香港の『亜洲周刊』世界華語文学十大良書の栄誉に輝く。
- 2008年 -『風雅颂』：『南方周末』年度賞。
- 2009年 -『我与父辈』：中国の十以上のメディアからそれぞれ年度優秀作品に選ばれる。
- 2009年 -『我与父辈』（邦題『父を想う』）：香港『亜洲周刊』“世界華語文学十大優秀作品”賞。
- 2010年 -『受活』：『南方周末』“中国30年十大良書” ／ 『我与父辈』：中国第一回“施耐庵文学賞”。
- 2011年 ｰ 『我与父辈』：第1回施耐庵文学賞
- 2013年 -『炸裂志』：中国の十以上のメディアから年度良書賞に選ばれる ／ 作者が『中国新聞周刊』から“中国に影響を与える”年度文化人物に選ばれる。
- 2014年 -『炸裂志』が第5回紅楼夢文学賞で決審団奨（審査員賞）を受賞
- 2016年 -『日熄』が第6回紅楼夢文学賞で首奨（一等賞）を受賞
- 2024年 -第14回全球華文文学星雲賞・貢献賞受賞
- 2024年 -第10回紅楼夢文学賞・専家推薦賞受賞

## 日本における紹介記事など

### エッセイなど
- 「遠藤さんごきげんようーー遠藤周作への手紙」（泉京鹿・訳）『すばる』2017年3月号
- 「この厄災の経験を「記憶する人」であれ」（泉京鹿：訳）『ニューズウィーク』2020年3月10日号・「緊急特集：新型肺炎　何を恐れるべきか」特集
- 「厄災に向き合って文学の無力、頼りなさとやるせなさ」(谷川毅：訳)『文藝』2020年夏季号・緊急特集 アジアの作家は新型コロナ禍にどう向き合うのか

### 紹介記事
- 「今、注目の中国人作家、閻連科」（泉京鹿）東方書店広報誌『東方』432号
- 「黒い欲望を描く現代の魯迅」（泉京鹿）『AERA』2017年2月20日号
- 「本よみうり堂　トレンド館」国・言語超える海外文学（沼野充義）『讀賣新聞』2017年11月20日夕刊
- 「現代中国文学　作家2人が来日」閻連科・余華『日本経済新聞』2017年12月19日

### 対談・講演記録
- 「公開対話会「作家閻連科と語る−−『愉楽』（《受活》）はどう読まれたか」報告」徳間佳信『日本中国当代文学研究会会報』第30号（2016年12月）
- 講演採録「「異中国」の卑小さと文学」（閻連科・和田知久：訳）、「閻連科とは何者か」（王堯・南真理：訳）『中国21vol.45』（2017年2月28日）
- 「時代の混沌を映す物語−−『炸裂志』刊行に寄せて」（閻連科＋中島京子：翻訳・泉京鹿／通訳・田原）『早稲田文学』2017初夏号（2017年5月8日）

### 閻連科
- 中国作家閻連科与日本読者見面（中国の作家閻連科、日本の読者と会う）（中国語簡体字）（2016/11/16　中国僑網）
- 日本のTwitter文学賞に中国の閻連科氏が選ばれる（2015/03/27　人民網日本語版）
- 「改革開放の闇」を無慈悲に露出させる『炸裂志』：中国人作家・閻連科インタビュー（野嶋剛）（2017/01/26）
- 黒い欲望を描く現代の魯迅（2017/02/19『AERA』掲載記事）
- 過酷な現実見つめ、物語紡ぐ　中国人作家2氏に聞く（2017/12/19付　日本経済新聞　夕刊）
- 次の中国人ノーベル賞作家”語る性のタブーと政治(2017/12/14 テレ朝NEWS)
- 【特別寄稿】作家・閻連科：この厄災の経験を「記憶する人」であれ（2020/4/3　ニューズウィーク日本語版）
- 厄災に向き合って――文学の無力、頼りなさとやるせなさ（2020/3/30　Web河出）

### 『愉楽』関連
- 読書メーター『愉楽』
- 「権力を恐れぬケタ外れの腕力」いとうせいこう
- 「深い絶望こもる現代中国の寓話」藤井省三
- 「レーニンの遺体を買って村おこし！」中島京子

### 『年月日』関連
- 読書メーター
- 「カフカ賞作家の本作に涙腺決壊警報発令！」豊崎由美（書評家・ライター）

### 『丁庄の夢』関連
- 読書メーター

### 『人民に奉仕する』関連
- 読書メーター

### 『炸裂志』関連
- 読書メーター
- 「神話めいた超リアリズム！面白すぎる翻訳文学」鴻巣友季子（翻訳家）
- 「金と欺瞞で膨らむ都市」青山七恵
- 「大金と引き換えに「市史」書く」福嶋亮大

### 『父を想う』関連
- 読書メーター
- 「精神の石碑に農民生活の叙事詩刻む」張競 - ウェイバックマシン（2021年5月7日アーカイブ分）

### 『硬きこと水のごとし』関連
- 読書メーター
- 詩はどこにあるか（谷内修三の読書日記）